# St. Konrad (gmina)
St. Konrad, Sankt Konrad – miejscowość i gmina w Austrii, w kraju związkowym Górna Austria, w powiecie Gmunden. Liczy 1 101 mieszkańców.